# Neuschoo
Neuschoo es un municipio situado en el distrito de Wittmund, en el estado federado de Baja Sajonia (Alemania). Su población estimada, a finales de 2019, es de 1171 habitantes.
Se encuentra ubicado al norte del estado, a poca distancia de la costa del mar del Norte.